# Иван Билярски
Иван Александров Билярски е професор в Института за исторически изследвания при БАН.

## Биография

### Научна дейност
Завършва магистратура по право в Юридическия факултет на Софийския държавен университет през 1984 г. От 1984 до 1985 г. е стажант-съдия в Софийския градски съд. От 1986 до 1989 г. прави редовна аспирантура в Института по история при БАН. През 1989 е назначен за проучвател в Института по история при БАН, а през 1990 г. става кандидат на историческите науки след защита на дисертация върху темата „Почетни титли и административни служби по време на Второто българско царство през XII – XIV в.“ под научното ръководство на проф. Иван Божилов. Оттогава до 2000 г. работи като научен сътрудник, а от 2001 г. – като старши научен сътрудник в Института по история при БАН.
През 2009 г. защитава дисертация за придобиване на научна степен доктор на науките на тема „Публично- и каноничноправна лексика в българското средновековно пространство“. 
През 2013 г. се хабилитира като професор в Института за исторически изследвания и Варненски свободен университет „Черноризец Храбър“.
От 1991 г. прави научни специализации във Франция, Италия, Гърция, Швейцария, Шотландия, Германия, Румъния и САЩ.
Участва в множество международни конгреси и семинари в България, Франция, Гърция, Турция, Малта, Португалия, Германия, Египет, Румъния и др. Автор е на над 140 студии, статии и научни информации, отзиви и рецензии, монографии. Автор е и на няколко самостоятелни книги, едната от които публикувана на френски, а друга на английски език.
Говори английски, френски, руски, италиански и гръцки език.

### Преподавателска дейност
Преподава в Софийския университет „Климент Охридски“ (1992 – 1993), а през 1993 – 1996 г. – във Варненския икономически университет, през 1996 – 1997 г. – във Варненския свободен университет, през 1998 г. – в Нов български университет, а от 2000 г. преподава отново във Варненския свободен университет „Черноризец Храбър“.
Междувременно чете и лекции в университетите в Женева, Неапол, Флоренция, Ла Рошел (Франция), както и в Трети римски университет. Редовен преподавател е в Юридическия факултет на УНСС.

### Членства в научни организации и сдружения
Иван Билярски е удостояван с награди и стипендии във Франция, Германия, Гърция, Шотландия, Швейцария и САЩ.
Член е на управителния съвет на международната асоциация Méditerranées (Париж, Франция), както и член на Международното дружество за изучаване на средновековната философия (Лувен-ла-Ньов, Белгия) и на Италианската асоциация за изследване на светостта, култовете и агиографията (Рим).
Член е международният борд на американското списание Hiperboreea  и на редакционната колегия на българското списание Bulgarian Historical Review. 

## Избрана библиография
- BILIARSKY, I.Hierarchia. L'Ordre sacré. Freiburger Veröffentlichungen aus dem Gebiete von Staat und Kirche, Bd. 51, Fribourg en Suisse, 1997.
- БИЛЯРСКИ, И.Институциите на средновековна България. Второ българско царство. София: Университетско издателство „Св. Климент Охридски“,  1998, с. 1-425.
- БОЖИЛОВ, Ив.; ИЛИЕВ, Ил.; ДИМИТРОВ, Хр.; БИЛЯРСКИ, И. Византийските василевси.  София: Абагар Холдинг, 1997, с. 1-416.
- BILIARSKY, I.(ed.).Studia Pontica (= Méditerranées, No 26 – 27). Paris: L'Harmattan, 2001, pp. 1-237.
- БИЛЯРСКИ, И. Покровители на Царството (Св. цар Петър и св. Параскева-Петка). София, 2004.
- BILIARSKY, I. (ed.). Ius et ritus. Rechtshistorische Abhandlungen über Ritus, Macht und Recht. Herausg. von Ivan Biliarsky. Sofia, 2006, pp. 1-284.
- BILIARSKY, I.; PAUN, R. G. (eds.). Les cultes des saints souverains et des saints guerriers et l’idéologie du pouvoir en Europe Centrale et Orientale, Actes du colloque international, janvier 2004, New Europe College, Bucarest. Bucarest, 2007, pp. 1-334.
- BILIARSKY, I.; PAUN, R. G. (eds.). The Biblical Models of Power and Law / Les modeles biblique du pouvoir et du droit, Papers of the International Conference. Bucharest: New Europe College, 2005, Peter Lang, Frankfurt am Main-Berlin-BernNew York-Oxford-Wien, 2008, (= Rechtshistorische Reihe, 366), pp. 1-310.
- БИЛЯРСКИ, И. Фискална система на средновековна България. Пловдив: Фондация Българско историческо наследство, 2010, с. 1-248. ISBN 978-954-91983-8-6.
- БОЖИЛОВ, Ив.; ТОТОМАНОВА, А.; БИЛЯРСКИ, И.Борилов синодик. Издание и превод. Поредица История и книжнина. София: ПАМ Пъблишинг Къмпани, 2010. ISBN 978-954-92526-6-8.
- BILIARSKY, I. Word and Power in Mediaeval Bulgaria.  Leiden, The Netherlands: Kininklijke Brill NV, 2011. ISBN 978-90-04-19145-7.
- БИЛЯРСКИ, И. Сказание на Исайя Пророка и формирането на политическата идеология на ранносредновековна България. Поредица История и книжнина. София: ПАМ Пъблишинг Къмпани, 2010. ISBN 978-954-92526-8-2.
- БИЛЯРСКИ, И. Палеологовият синодик в славянски превод.  София: УИ „Св. Климент Охридски“, 2013. ISBN 978-954-07-3602-0
- БИЛЯРСКИ, И. Срещи.  София: Издателска група АГАТА-А, 2016. ISBN 978-954-540-112-1.